# Elthusa turgidula
Elthusa turgidula là một loài chân đều trong họ Cymothoidae. Loài này được Hale miêu tả khoa học năm 1926.